# Olympische Sommerspiele 2004/Kanu – Zweier-Kajak 500 m (Frauen)
Die Wettkämpfe im Zweier-Kajak über 500 Meter bei den Olympischen Sommerspielen 2004 wurden vom 24. bis zum 28. August 2004 auf der Strecke im Schinias Olympic Rowing and Canoeing Centre ausgetragen.

## Ergebnisse

### Vorläufe
Bei den vier Vorläufen am 24. August nahmen 19 Boote teil, von denen die drei Erstplatzierten der jeweiligen Läufe das Finale erreichten, die restlichen Teilnehmer die Halbfinals.

#### Vorlauf 1
| Rang | Athletinnen                           | Nation             | Zeit         | Bemerkung  |
| ---- | ------------------------------------- | ------------------ | ------------ | ---------- |
| 1    | Katalin Kovács Natasa Janics          | Ungarn             | 1:38,606 min | Finale     |
| 2    | Beatriz Manchón Teresa Portela        | Spanien            | 1:41,338 min | Finale     |
| 3    | Caroline Brunet Mylanie Barré         | Kanada             | 1:43,434 min | Finale     |
| 4    | Shinobu Kitamoto Yumiko Suzuki        | Japan              | 1:44,730 min | Halbfinale |
| 5    | Anne-Laure Viard Marie Delattre       | Frankreich         | 1:45,090 min | Halbfinale |
| 6    | Kathryn Colin Lauren Spalding         | Vereinigte Staaten | 1:45,158 min | Halbfinale |
| 7    | Florica Vulpeș Lidia Talpă            | Rumänien           | 1:45,386 min | Halbfinale |
| 8    | Natalija Serggejewa Ellina Uschachowa | Kasachstan         | 1:46,710 min | Halbfinale |

#### Vorlauf 2
| Rang | Athletinnen                              | Nation      | Zeit         | Bemerkung  |
| ---- | ---------------------------------------- | ----------- | ------------ | ---------- |
| 1    | Birgit Fischer Carolin Leonhardt         | Deutschland | 1:39,588 min | Finale     |
| 2    | Xu Linbei Zhong Hongyan                  | China       | 1:40,943 min | Finale     |
| 3    | Aneta Pastuszka Beata Sokołowska-Kulesza | Polen       | 1:41,164 min | Finale     |
| 4    | Sofia Paldanius Anna Karlsson            | Schweden    | 1:44,059 min | Halbfinale |
| 5    | Deljana Datschewa Bonka Pindschewa       | Bulgarien   | 1:44,268 min | Halbfinale |
| 6    | Alena Bez Hanna Puschkowa                | Belarus     | 1:45,279 min | Halbfinale |
| 7    | Paula Harvey Susan Tegg                  | Australien  | 1:46,319 min | Halbfinale |

### Halbfinale
Die drei schnellsten Boote des Halbfinals erreichten das Finale
| Rang | Athletinnen                           | Nation     | Zeit         | Bemerkung |
| ---- | ------------------------------------- | ---------- | ------------ | --------- |
| 1    | Deljana Datschewa Bonka Pindschewa    | Bulgarien  | 1:44,246 min | Finale    |
| 2    | Sofia Paldanius Anna Karlsson         | Schweden   | 1:44,570 min | Finale    |
| 3    | Alena Bez Hanna Puschkowa             | Belarus    | 1:45,234 min | Finale    |
| 4    | Anne-Laure Viard Marie Delattre       | Frankreich | 1:45,626 min |           |
| 5    | Florica Vulpeș Lidia Talpă            | Rumänien   | 1:45,770 min |           |
| 6    | Natalija Serggejewa Ellina Uschachowa | Kasachstan | 1:46,214 min |           |
| 7    | Caroline Brunet Mylanie Barré         | Kanada     | 1:46,786 min |           |
| 8    | Shinobu Kitamoto Yumiko Suzuki        | Japan      | 1:47,614 min |           |
| 9    | Paula Harvey Susan Tegg               | Australien | 1:51,402 min |           |

### Finale
| Rang | Athletinnen                              | Nation      | Zeit         |
| ---- | ---------------------------------------- | ----------- | ------------ |
| 1    | Katalin Kovács Natasa Janics             | Ungarn      | 1:38,101 min |
| 2    | Birgit Fischer Carolin Leonhardt         | Deutschland | 1:39,533 min |
| 3    | Aneta Pastuszka Beata Sokołowska-Kulesza | Polen       | 1:40,077 min |
| 4    | Xu Linbei Zhong Hongyan                  | China       | 1:40,913 min |
| 5    | Beatriz Manchón Teresa Portela           | Spanien     | 1:42,409 min |
| 6    | Deljana Datschewa Bonka Pindschewa       | Bulgarien   | 1:42,553 min |
| 7    | Alvydas Duonėla Egidijus Balčiūnas       | Litauen     | 1:42,833 min |
| 8    | Sofia Paldanius Anna Karlsson            | Schweden    | 1:43,077 min |
| 9    | Alena Bez Hanna Puschkowa                | Belarus     | 1:43,729 min |